# Raymond Gutiérrez
Raymond Gutiérrez (nacido el 21 de enero de 1984 en Beverly Hills, California, Estados Unidos), es un actor de televisión y cantante filipino. Proviene de una familia de actores, intérpretes o ejecutantes. Sus padres, son Eddie Gutiérrez y Annabelle Rama, ha sido denominado como el ídolo de matiné, como la estrella sexy.[cita requerida]
Es hermano gemelo de Richard Gutiérrez, y el hermano de Miss Mundo 1993, la actriz y modelo Ruffa Gutiérrez. También es hermano de Elvis y Richie Gutiérrez. Raymond es uno de los anfitriones del mundo del espectáculo del talk show Showbiz Central, difundido por la cadena televisiva GMA 7 y también el anfitrión de la Pinoy Idol

## Vida personal
El 1 de agosto de 2021, se declaró abiertamente gay en una entrevista con la revista MEGA Entertainment 

## Filmografía
| Año          | Película                                          | Personaje                                  |
| ------------ | ------------------------------------------------- | ------------------------------------------ |
| 1987         | Lahing Pikutin                                    | himself                                    |
| 1988         | One Two Bato Three Four Bapor                     | himself                                    |
| 1988         | Juan Tanga, Super Naman, at ang Kambal na Tiyanak | himself                                    |
| 1989         | Feel Na Feel                                      | himself                                    |
| 1992         | Takbo Talon Tili!                                 | himself                                    |
| 2004–2010    | SOP Rules                                         | himself/ host                              |
| 2004         | Stage 1: Live!                                    | himself/ host                              |
| 2005         | Sugo                                              | body double of Richard Gutierrez as Amante |
| 2004–2005    | SOP Gigsters                                      | himself/ host                              |
| 2005–2006    | StarStruck                                        | himself/ host                              |
| 2006–2007    | MMS                                               | himself/ VJ                                |
| 2007         | Living It Up!                                     | himself/ host                              |
| 2007         | Binibining Pilipinas 2007                         | himself/ host                              |
| 2007-present | Showbiz Central                                   | himself/ host                              |
| 2008         | A Handsome Journey                                | himself/ host                              |
| 2008         | Pinoy Idol                                        | himself/ host                              |
| 2009         | Starstruck 5                                      | himself/ host                              |
| 2010–present | Party Pilipinas                                   | himself/ host                              |
| 2010         | Diva                                              | himself/ cameo appearance                  |